# Fotsjön
Fotsjön är en sjö i Tranås kommun i Småland och ingår i Motala ströms huvudavrinningsområde. Sjön har en area på 0,0585 kvadratkilometer och ligger 205 meter över havet.

## Delavrinningsområde
Fotsjön ingår i det delavrinningsområde (643871-143595) som SMHI kallar för Inloppet i Vänstern. Avrinningsområdets medelhöjd är 211 meter över havet och ytan är 12,86 kvadratkilometer. Det finns ett delavrinningsområde uppströms, och räknas det in blir den ackumulerade arean 19,67 kvadratkilometer. Noån som avvattnar avrinningsområdet har biflödesordning 3, vilket innebär att vattnet flödar genom totalt 3 vattendrag innan det når havet efter 212 kilometer. Delavrinningsområdet består mestadels av skog (72 procent) och jordbruk (15 procent). Avrinningsområdet har 0,19 kvadratkilometer vattenytor vilket ger det en sjöprocent på 1,5 procent.